# Lost Boys: The Thirst
Lost Boys: The Thirst (br: Garotos Perdidos 3: A Sede) é um filme de terror de 2010 estrelado por Corey Feldman, Casey B. Dolan, Tanit Phoenix e Jamison Newlander. Foi dirigido por Dario Piana. É uma sequência de Lost Boys: The Tribe de 2008 e o terceiro e último filme da trilogia The Lost Boys que fez sucesso com seu primeiro filme de 1987.

## Enredo
Em Washington, D.C., os infames irmãos caçadores de vampiros Edgar e Alan Frog interrompem um senador idoso meio-vampiro que irá matar um congressista para terminar sua transformação. No caos que se seguiu, Alan é forçado a beber sangue de vampiro, o que o torna um meio-vampiro.
Cinco anos depois, em San Cazador, Califórnia, Edgar enfrenta o despejo de seu trailer e tenta arrecadar fundos vendendo sua coleção de quadrinhos antigos para sua amiga Zoe, que trabalha em uma loja de quadrinhos local. Enquanto estava lá, um famoso blogueiro chamado Johnny Trash entra; Zoe explica que Johnny está lá para uma rave que está acontecendo na cidade.
De volta ao trailer, Edgar é abordado por Gwen Lieber, uma escritora de romances sobre vampiros, cujo irmão Peter foi sequestrado durante uma rave em Ibiza, na Espanha, ela suspeita de atividade vampírica e dá a ele um frasco de uma droga chamada "The Thirst" ("A Sede"), que é dada a pessoas em raves hospedadas por uma pessoa conhecida como "DJ X"; Edgar conclui que a "droga" é sangue de vampiro. Gwen oferece a ele uma grande quantia em dinheiro para resgatar seu irmão, mas ele recusa.
Em uma noite, DJ X e seus vampiros associados estão transportando Peter - amarrado e drogado - em um pequeno avião. DJ X e três outros vampiros saltam do avião em pleno vôo, pousando em segurança para encontrar Johnny Trash para uma entrevista ao vivo. Depois disso, DJ X descarta e mata Johnny, já que o blogueiro serviu ao seu propósito de promover a rave online com o propósito de atrair jovens para que ele possa criar um exército de vampiros.
Edgar Frog visita o seu irmão Alan, que agora é meio-vampiro e satisfaz sua sede de sangue alimentando-se de sangue animal adquirido em seu trabalho como taxidermista. Edgar tenta obter a ajuda de Alan para impedir DJ X de levantar um exército de vampiros por meio de suas raves, mas ele recusa, tendo perdido toda a esperança de ser salvo e acreditando que toda a teoria do vampiro alfa é apenas um "esquema de pirâmide sem fim".
Lembrando-se de seus dias de juventude em Santa Carla com seu irmão Alan e seu amigo Sam Emerson (Corey Haim), Edgar resolve aceitar o emprego sozinho, mas Gwen o apresenta a Lars Van Goetz, um ex-astro de reality show que espera usar a missão para torná-lo famoso novamente; Edgar relutantemente aceita sua ajuda.
Após uma visita ao túmulo de seu amigo Sam Emerson (a quem Edgar foi forçado a matar quando este se transformou em vampiro), na qual Edgar finalmente entrega para o túmulo de Sam o quadrinho "Batman número 14" que Sam afirmava estar procurando quando se conheceram em Santa Carla. Após isso, Edgar descobre que Alan o deixou um livro de histórias míticas sobre a "Lua de Sangue" para ajuda-lo em sua missão. Edgar entrega o livro para sua amiga Zoe pesquisar. Ela é atacada por um vampiro, mas ela e Edgar o derrotam, e ela explica o que aprendeu sobre um ritual de sacrifício durante uma Lua de Sangue, como o que ocorrerá na noite da rave.
O antigo congressista Blake, a qual Edgar salvou anos atrás, agora é um designer de armas de caça a vampiros para Edgar (por uma taxa). Ele equipa Edgar e Zoe para a batalha subsequente. Depois de lutar contra um ataque de vampiros à casa de Blake, eles se encontram com Gwen, Lars e seu câmera chamado Claus, e partem para a ilha onde a rave está acontecendo. Deixando Gwen para trás para sua segurança, os quatro restantes vão para dentro de um matadouro em busca de Peter. Lars o encontra dopado, mas pensando que a coisa toda está encenada, deixa para resgatar Peter em um momento mais dramático. Enquanto eles lutam contra vários vampiros, Lars tem seu coração arrancado por um deles e Edgar é ferido por uma vampira, mas reencontra Gwen, Claus e Zoe no retorno para fora do matadouro.
Durante a rave, DJ X está distribuindo o "The Thirst" para a multidão e se preparando para sacrificar Peter. Edgar enfrenta DJ X e é salvo por pouco pela chegada de seu irmão Alan. Os caçadores de vampiros se reagrupam e Edgar empala DJ X com uma granada de ponta de resina (uma arma roubada da Área 51 pelo congressista Blake) antes que ele e Alan acabem com ele o estacando no coração.
Para sua surpresa, a morte de DJ X não causa a reversão da multidão de meio-vampiros presentes na rave. Eles descobrem que Peter era o verdadeiro vampiro alfa (e que Gwen e Peter são na verdade amantes e não irmãos). Peter, embora de aparência jovem, é um vampiro com mais de séculos de existência e DJ X estava apenas tentando extrair seu poder. A missão de resgate de Gwen também foi uma estratégia para levar Edgar até Peter, que queria que Edgar se tornasse seu assassino pessoal de vampiros para manter a população de criaturas da noite sob controle para ele. Peter morde e mata Gwen em vez de transformá-la em uma vampira imortal como ela queria, e ordena aos outros meio-vampiros restantes que matem Edgar e o resto. 
Na batalha final que se segue, Peter tenta usar seu controle parcial sobre o meio-vampiro Alan contra Edgar. Alan tenta estrangular Edgar mas Edgar quebra um cano de água e molha Peter sem nenhum efeito contra ele, no entanto, mesmo imobilizado por Alan, Edgar usa seus conhecimentos de sacerdote e simultaneamente abençoa a água e a transforma em água benta, destruindo Peter e retornando todos os outros meio-vampiros da rave ao normal, incluindo o seu irmão Alan.
Mais tarde na loja de quadrinhos, enquanto Alan está se bronzeando ao Sol pela primeira vez em anos, Zoe e Edgar refletem sobre a missão. Edgar se pergunta sobre o conhecimento dela de que os vampiros são reais, o que ela descarta como "um palpite". Edgar comenta sobre algo que acabou de ler sobre mulheres licantropo (lobisomens) serem capazes de se transformar a qualquer momento, mesmo sem a necessidade da Lua cheia, Zoe afirma que a teoria é interessante e o filme termina com ela transformando seus olhos em olhos de lobisomem.

## Elenco
- Corey Feldman como Edgar Frog
- Casey B. Dolan como Zoe
- Tanit Phoenix como Gwen Lieber
- Jamison Newlander como Alan Frog
- Seb Castang como DJ X
- Felix Mosse como Peter
- Stephen Van Niekerk como Lars Van Goetz
- Joe Vaz como Noel
- Hennie Bosman como Kirk O'Dale
- Tanya van Graan como Lily
- Ingrida Kraus como Vixen
- Sean Michael como Ira Pinkus
- Matthew Dylan Roberts como o congressista Blake e fornecedor de Edgar
- Porteus Xandau Steenkamp como Johnny Trash
- Corey Haim como Sam Emerson (aparece em flashbacks de Edgar Frog no primeiro filme)